# Saison 2 de L'ispettore Coliandro
 (septembre 2023).
La mise en forme du texte ne suit pas les recommandations de Wikipédia : il faut le « wikifier ».
Les points d'amélioration suivants sont les cas les plus fréquents. Le détail des points à revoir est peut-être précisé sur la page de discussion.
- Les titres sont pré-formatés par le logiciel. Ils ne sont ni en capitales, ni en gras.
- Le texte ne doit pas être écrit en capitales (les noms de famille non plus), ni en gras, ni en italique, ni en « petit »…
- Le gras n'est utilisé que pour surligner le titre de l'article dans l'introduction, une seule fois.
- L'italique est rarement utilisé : mots en langue étrangère, titres d'œuvres, noms de bateaux, etc.
- Les citations ne sont pas en italique mais en corps de texte normal. Elles sont entourées par des guillemets français : « et ».
- Les listes à puces sont à éviter, des paragraphes rédigés étant largement préférés. Les tableaux sont à réserver à la présentation de données structurées (résultats, etc.).
- Les appels de note de bas de page (petits chiffres en exposant, introduits par l'outil «  Source ») sont à placer entre la fin de phrase et le point final[comme ça].
- Les liens internes (vers d'autres articles de Wikipédia) sont à choisir avec parcimonie. Créez des liens vers des articles approfondissant le sujet. Les termes génériques sans rapport avec le sujet sont à éviter, ainsi que les répétitions de liens vers un même terme.
- Les liens externes sont à placer uniquement dans une section « Liens externes », à la fin de l'article. Ces liens sont à choisir avec parcimonie suivant les règles définies. Si un lien sert de source à l'article, son insertion dans le texte est à faire par les notes de bas de page.
- La présentation des références doit suivre les conventions bibliographiques. Il est recommandé d'utiliser les modèles {{Ouvrage}}, {{Chapitre}}, {{Article}}, {{Lien web}} et/ou {{Bibliographie}}. Le mode d'édition visuel peut mettre en forme automatiquement les références.
- Insérer une infobox (cadre d'informations à droite) n'est pas obligatoire pour parachever la mise en page.

Pour une aide détaillée, merci de consulter Aide:Wikification.
Si vous pensez que ces points ont été résolus, vous pouvez retirer ce bandeau et améliorer la mise en forme d'un autre article.
La deuxième saison de la série télévisée L'ispettore Coliandro (en français : L'Inspecteur Coliandro) a été diffusée pour la première fois en Italie par Rai 2 du 20 janvier au 10 février 2009. Tournée entre le printemps et l'automne 2007, elle a été présentée en février 2008 dans le cadre du festival Officinema de Bologne.

## Épisodes
| nº | Titre (original)            | Titre (traduction)          | Première diffusion (en Italie) |
| -- | --------------------------- | --------------------------- | ------------------------------ |
| 1  | La pistola                  | Le pistolet                 | 20 janvier 2009                |
| 2  | Sesso e segreti             | Sexe et secrets             | 27 janvier 2009                |
| 3  | Doppia rapina               | Double braquage             | 3 février 2009                 |
| 4  | Mai rubare a casa dei ladri | Ne jamais voler aux voleurs | 10 février 2009                |

## Épisode 1:La pistola
- Réalisé par : Manetti Bros
- Écrit par : Carlo Lucarelli, Giampiero Rigosi et Andrea Cotti

### Synopsis
Un homme circule sur le périphérique au volant de son camion, mais se rend compte qu'il est perdu. Il est remarqué par deux policiers municipaux qui s'approchent de lui dans leur voiture de service et lui demandent ce qui se passe. L'homme leur explique qu'il est perdu : il doit se rendre à un certain endroit dans la zone industrielle. Les policiers municipaux sont généreux et lui disent de le suivre, car ils vont "l'accompagner", c'est-à-dire qu'ils se rendront également à l'endroit qu'il a indiqué. Lorsqu'ils arrivent, l'homme les remercie et leur fait signe qu'ils peuvent partir. Depuis l'intérieur du bâtiment, un gangster chauve se met en colère parce que l'homme a été assez idiot pour emmener les agents de la circulation. Ces derniers repartent vers le centre-ville, mais changent d'avis : sentant que quelque chose ne va pas, ils rejoignent le cortège avec l'intention évidente de sortir pour vérifier. Ils sont alors immédiatement bloqués par les gangsters, qui les tuent à la mitrailleuse.
Coliandro effectue un service de prévention du trafic de drogue dans une boîte de nuit, en compagnie d'une nouvelle policière : l'agent Balboni, qui fait sa première apparition. Coliandro, pour lui-même, lui donne le surnom de Rambo. En sortant du club, Coliandro exprime une série de préjugés et de stéréotypes à l'égard de sa collègue. D'abord, il veut s'imposer comme plus gradé, puis il lui dit qu'une femme ne peut pas être considérée sur le même plan qu'un homme, du moins en ce qui concerne la capacité physique à lutter contre d'éventuelles intentions malveillantes. Balboni réagit en lui faisant immédiatement une démonstration de force, démontrant qu'elle est capable de prendre le dessus sur l'inspecteur malgré le fait qu'elle soit une femme et, de surcroît, de taille moyenne. Cette altercation est interrompue lorsque les deux policiers s'aperçoivent que trois personnes cagoulées tentent de voler une voiture. Deux d'entre eux s'enfuient d'un côté et sont poursuivis par Coliandro, l'autre s'enfuit dans la direction opposée et est poursuivi par Balboni. Pour Coliandro, la poursuite s'avère très difficile, car les voleurs font preuve de prouesses physiques bien supérieures aux siennes. Coliandro parvient à attraper l'un d'entre eux et à le menotter à lui-même. Puis, lorsqu'il découvre son visage, il est stupéfait car il se retrouve devant une fille, et une très belle fille. Profitant de sa distraction, la jeune femme s'empare du pistolet de service que Coliandro a négligemment gardé dans la poche intérieure de sa veste (ouverte à ce moment-là). Elle tire sur la chaîne pour se libérer des menottes, puis pointe l'arme vers le policier, lui faisant comprendre qu'il ne doit pas la poursuivre. Coliandro fait demi-tour, amer de l'échec de l'arrestation et désolé du vol de l'arme. Il retrouve Balboni qui, lui, a réussi à arrêter le troisième voleur qui s'était échappé en se séparant de ses deux compagnons.
Coliandro aimerait parler au voleur arrêté par Balboni afin d'obtenir les noms de ses deux compagnons et ainsi retrouver au moins la jeune fille, dans le but de reprendre son pistolet de service, qui a pour lui une valeur émotionnelle et économique. Mais le voleur a déjà été relâché immédiatement. Ses camarades aimeraient le retrouver à sa libération, mais ils se cachent car ils constatent que les gangsters qui ont tué les deux policiers municipaux au début de l'épisode attendent également leur ami. Le chef de ces gangsters s'appelle Darko : c'est ce que révèle l'inspecteur Borromini à Coliandro qui venait de le voir pour lui demander quelques renseignements. Coliandro a vu une photo sur laquelle il reconnaît la jeune fille qui lui a volé son arme, et Borromini lui explique qu'il ne connaît pas le nom de la jeune fille, car les photos ont été prises dans le cadre d'une enquête sur l'autre homme représenté sur cette photo, le gangster chauve qui s'appelle précisément Darko, un criminel serbe ayant un passé de combattant dans les guerres menées en Europe de l'Est dans les années 1990.
Darko et ses hommes de main torturent l'homme qu'ils ont pris de force dès sa sortie du pénitencier. Il prétend ne pas savoir où se trouve Jelena, révélant ainsi le nom de la fille qui a volé l'arme à Coliandro. L'autre est le frère de Jelena, et Darko demande à l'homme torturé pourquoi il s'obstine à protéger Jelena et son frère. L'ami de Jelena ne cède pas et continue fièrement à exprimer son mépris pour le criminel qui est en train de le tuer. Darko ordonne à ses hommes de main d'emmener le cadavre dans un endroit où il pourra être facilement retrouvé, afin que Jelena et son frère apprennent que leur ami a été tué. Jelena laisse son frère devant un hôpital, à la demande de son propre frère qui ne veut pas l'empêcher de s'enfuir, étant donné son mauvais état de santé.
Darko et ses hommes de main se rendent à la campagne, chez une jeune fille qui est manifestement l'amie de Jelena. La jeune fille est mariée à un homme beaucoup plus âgé qu'elle, qui voudrait réagir aux brimades des intrus, mais sa femme le supplie de ne rien faire, car sinon ils finiraient tous les deux par être tués. Darko insiste car il est convaincu qu'elle sait où se trouve Jelena, puis il reçoit un coup de téléphone. Un chef de la Camorra lui dit qu'il s'inquiète de l'évolution d'une affaire qu'ils doivent conclure ensemble, puis lui annonce qu'il est sur le point de partir pour Bologne afin de le rencontrer personnellement. Puis Darko et ses hommes de main partent.
Coliandro se rend à l'armurerie pour acheter un nouveau pistolet, accompagné de l'inspecteur Gamberini. Gamberini, qui, comme Balboni, fait sa première apparition, montre néanmoins qu'il connaît Coliandro depuis longtemps et prétend le considérer comme un ami ou un jeune frère. Coliandro l'appelle par le surnom de "Gambero" et se moque de son court diplôme en psychologie, mais Gamberini défend la validité et l'importance de son diplôme.
Le chef qui avait téléphoné à Darko est arrivé à Bologne. Il s'agit du Casalais Scognamiglio, connu dans les milieux de la Camorra sous le nom de "il chiattone", un surnom manifestement dû à son poids. Darko et Scognamiglio se méprisent l'un l'autre et se disent du mal l'un de l'autre. Scognamiglio rejoint Darko dans un salon privé de sa boîte de nuit et dit au Serbe que ses manières ne sont pas acceptables. L'assassinat de ces deux policiers a causé beaucoup de dégâts, car avec l'enquête en cours, il est beaucoup plus risqué de mettre en œuvre l'accord qu'ils avaient conclu. Scognamiglio demande à Darko de garder le camion encore un peu, en attendant que l'attention des enquêteurs se porte ailleurs. Pendant ce temps, Coliandro se trouve dans le même club, ayant appris que Jelena y travaillait comme serveuse. Ne connaissant pas encore le nom d'Helena, il tente de la décrire physiquement, mais les filles ne coopèrent pas et ne cherchent qu'à le saouler. À côté de lui se trouve le géomètre Zoboli, qui n'a pas compris qu'il avait affaire à un policier et qui lui dit que la description qu'il a faite correspond à une certaine Jelena, qui n'était pourtant qu'une serveuse. L'enquêteur révèle à Coliandro que les autres filles font aussi d'autres choses, et entre dans les détails. L'ailier de Scognamiglio se rend compte que Coliandro est un policier et se précipite dans le salon privé pour le signaler. Darko va immédiatement lui parler : Coliandro lui pose des questions sur Jelena, mais Darko fait semblant de ne même pas la connaître. Coliandro, comprenant que Darko cache quelque chose, réagit de manière provocante et adopte une attitude de dur à cuire, comme ses idoles de cinéma.
Le lendemain, Coliandro est convoqué par le commissaire De Zan dans son bureau, où il trouve également le procureur Longhi, qui lui dit qu'il a fait une bêtise. L'avocat de Darko (à la demande de Scognamiglio, mais cela nos gens ne le savent pas) a vivement protesté contre le comportement de Coliandro, lui demandant de laisser tranquille le propriétaire de la boîte de nuit. Coliandro a ainsi involontairement fait capoter l'enquête que menaient Longhi et De Zan. Lorsque Coliandro rentre chez lui, les ennuis continuent : Jelena l'a retrouvé, lui met un pistolet sur la tempe et prend également son deuxième pistolet, celui qu'il vient d'acheter avec Gamberini. Jelena menace Coliandro avec les deux pistolets et le fait emmener dans son appartement. Le tenant toujours avec les pistolets, elle explique à l'inspecteur qu'elle a entendu dire qu'il était allé à la boîte de nuit et qu'il avait tenu tête à Darko, raison pour laquelle elle a décidé de lui demander son aide. Elle est prête à lui fournir des informations sur l'accord entre les clans serbe et camorriste, mais en échange, elle lui demande de tuer Darko, car sinon ce dernier sera toujours à ses trousses.
- Protagoniste féminin : Xhilda Lapardhaja (Jelena Nikovic).
- Autres interprètes : Antonino Iuorio (Scognamiglio dit "il chiattone"), Damir Todorovic (Darko), Alisa Bystrova, Bruno Corazzari (fermier direct), Giorgio Comaschi (géomètre Zoboli), Kastriot Sheni, Valon Ratkoceri, Catalin Gheorghe, David White et Francesco De Rienzo.

## Épisode 2:Sesso et segreti
- Réalisé par : Manetti Bros
- Écrit par : Andrea Cotti et Andrea Magnani.

### Synopsis
Eva et Sara, deux prostituées de luxe, se rendent au domicile de M. Dorrico, client régulier d'Eva. Alors qu'elles s'apprêtent à entrer, Sara fait part à Eva de sa perplexité : elle trouve étrange cette soudaine demande de ménage à trois, et s'étonne également de la quantité anormale de caméras. Eva lui dit de ne pas s'inquiéter. Dorrico fait entrer les deux prostituées : il apprécie la nouvelle venue, Sara, et lui demande d'aller dans la salle de bains pour enfiler le costume qu'il lui a fourni pour le jeu de rôle érotique qu'elle aimerait faire. La maison de Dorrico ressemble à un bunker, en raison du système de sécurité et des caméras qui lui permettent d'espionner les différentes pièces de la maison. Alors que Dorrico se concentre sur la surveillance en direct de la salle de bains où Sara est allée se changer, Eva parvient à désactiver le système de sécurité de manière furtive et envoie un SMS à quelqu'un, une personne avec laquelle il existe manifestement un accord pour entrer dans la maison sans le consentement de Dorrico. Eva commence alors à taquiner érotiquement Dorrico, lui demandant d'avoir un rapport sexuel à deux, avant que Sara n'arrive. Ils s'installent tous les deux sur le canapé, mais Dorrico porte un cordon avec une clé USB au cou. Eva lui demande pourquoi il porte toujours cette chose étrange sans la quitter, même pendant les rapports sexuels. Il l'enlève de son cou et la glisse dans une poche intérieure de sa veste. A ce moment-là, sans être entendu, l'homme prévenu par Eva se faufile dans la maison. Dorrico est face à Eva et ne remarque rien : l'homme l'attrape par derrière et lui tire une balle dans la tête, le tuant sur le coup. Eva est horrifiée et hurle à l'homme qu'il ne s'agissait pas de cela, car il lui avait dit qu'il voulait seulement parler à Dorrico. Le meurtrier, sans lui répondre dignement, la frappe violemment et l'entraîne dans une autre pièce, sur un grand lit. Sara s'est entre-temps déguisée et ne se rend compte de rien. Lorsqu'elle constate que Dorrico est mort, sa collègue se met à crier depuis l'autre pièce, l'implorant de l'aider. Le tueur est stupéfait : il n'était pas prévu qu'il y ait une deuxième prostituée cette nuit-là, et il se dépêche d'accomplir sa tâche infâme, en tuant la naïve Eva par strangulation, afin de la faire passer pour la victime d'un jeu sado-maso qui aurait mal tourné. Sara, bien sûr, ne peut rien faire contre un tueur armé et ne se préoccupe que de sa propre sécurité, abandonnant sa collègue à son triste sort. Elle se glisse dans la veste de Dorrico et s'enfuit, terrifiée.
Le soir même, Coliandro se trouve dans un bar. Il est allé assister Balboni et Gamberini, qui prennent des photos dans un appartement proche du bar dans le cadre d'une enquête anti-drogue. Coliandro est allé les voir officieusement, parce qu'il en a assez d'être au bureau des personnes disparues. Coliandro demande trois cafés à emporter. Alors que le barman les lui prépare, une jeune et belle femme maquillée et vêtue d'une élégante robe de soirée s'approche de lui. Elle lui dit qu'elle ne veut pas dormir pour la nuit, puis lui demande de l'attendre quelques minutes. Coliandro se vante immédiatement auprès du barman d'avoir réussi à "impressionner" une femme de ce niveau, mais le barman lui dit de ne pas se faire d'illusions. Il s'agit en fait d'une prostituée, particulièrement chère. Coliandro, qui trouve humiliant de payer pour du sexe, repart avec les trois cafés.
De retour dans l'appartement où se trouvent Balboni et Gamberini, au moment où ils sont partis, Coliandro commence à manipuler le lourd appareil photo analogique qu'ils utilisaient, bien qu'on lui ait dit de ne toucher à rien. Sans s'en rendre compte, il a photographié Claudia, la prostituée qui avait tenté de l'attirer et qui avait été rejointe à ce moment-là par Sara, effrayée pour elle-même et affligée par le meurtre d'Eva. Gamberini dit à Balboni qu'il doit partir parce qu'il doit s'occuper d'un nouveau crime violent (celui commis par le mystérieux tueur). Coliandro prend possession de la pellicule, la remplace par une pellicule choisie au hasard parmi les autres pellicules disponibles, puis suit les deux collègues sur les lieux du crime. Arrivés chez Dorrico, Longhi et De Zan émettent l'hypothèse que le tueur voulait exactement ce qu'il voulait : que Dorrico, travailleur indépendant dans le secteur de la gestion des données, ait tué involontairement la prostituée Eva au cours d'un jeu érotique pervers avec des menottes et des cordes, et qu'il se soit ensuite suicidé par culpabilité (le tueur impitoyable lui a en effet mis l'arme du crime dans la main). Ils constatent que les caméras ont été désactivées, de sorte qu'il n'y a pas de certitude absolue quant à la véracité de leur première hypothèse. Ils remarquent également, grâce à une autre caméra, qu'il y avait une autre femme dans la maison, vraisemblablement une prostituée.
Coliandro demande à Gargiulo de développer le film et se rend compte que l'une des deux femmes qu'il a photographiées est la même que celle qui se trouvait chez Dorrico. Alors, avec sa bravade habituelle, il allume les lumières et endommage irrémédiablement le développement des autres photographies du rouleau, celles qui avaient été prises par Balboni et Gamberini. Entre-temps, Claudia a décidé d'offrir l'hospitalité à Sara et l'emmène dans son deuxième appartement, celui qu'elle n'utilise que pour recevoir des clients. Le tueur impitoyable va parler à l'homme qui a commandité le double meurtre de Dorrico et d'Eva. Le tueur explique à son commanditaire qu'un événement inattendu s'est produit : Eva ne lui avait pas dit qu'au dernier moment, Dorrico avait voulu deux prostituées au lieu d'une seule comme d'habitude. Le directeur, manifestement un col blanc, lui demande avec une indifférence absolue si cette deuxième prostituée a également été tuée, et le tueur lui promet qu'il le fera bientôt. De plus, dans sa précipitation inattendue, le tueur n'a pas pu récupérer la clé USB que Dorrico gardait toujours sur lui.
Le commissaire De Zan crie après Balboni et Gamberini, qui ont dû lui dire qu'ils avaient perdu la pellicule contenant les différentes photos de l'enquête sur les stupéfiants. Coliandro, qui se trouve à proximité, ne leur dit pas que c'est lui-même qui a volé ce rouleau de pellicule et qui en a détruit presque tout le contenu. Se voyant dans l'impossibilité de remettre les quelques bonnes photos (sous peine d'être sanctionné par De Zan pour avoir saboté le travail de ses collègues), Coliandro commence à enquêter de son côté. Il parvient à retrouver Claudia et lui demande si elle sait où se trouve Sara. Claudia, bien que polie, ne veut pas coopérer avec Coliandro. Ce dernier utilise un langage grossier et insultant à son égard et la traite avec une attitude de supériorité inutile et contre-productive. C'est alors que Claudia, avec une excuse, parvient à lui échapper. Le tueur s'est introduit dans l'appartement de Sara et a composé le dernier numéro appelé, celui du second appartement de Claudia. C'est Sara elle-même qui répond à l'appel silencieux, de sorte que le tueur sait où la trouver. Cette facilité à trouver les adresses des gens, ainsi que le dialogue qu'il a eu avec son instigateur, montrent clairement que le tueur est un ancien agent des services secrets déviant ou quelque chose de ce genre. Sara se rend compte qu'elle a pris par inadvertance la clé USB du pauvre Dorrico, puis se rend compte que le tueur l'a trouvée, mais parvient à lui échapper une seconde fois. Le tueur est alors également vu par Claudia, qui décide alors de donner une seconde chance à Coliandro et se rend à son bureau pour lui demander de l'aide. Claudia et Coliandro se rendent ensemble à son appartement de travail, où, au lieu de Sara, ils ne trouvent que le tueur, qui tente d'étouffer Coliandro mais préfère s'enfuir. Claudia frappe par erreur Coliandro d'un puissant coup de pied dans les testicules et, pour s'excuser (mais aussi pour être protégée par lui), elle lui demande de l'accompagner dans son premier appartement, où elle vit. Coliandro commet une deuxième gaffe, en offensant à nouveau Claudia pour le travail qu'elle fait, mais cette fois-ci, il le fait naïvement, sans l'arrogance d'avant. Claudia aimerait que Coliandro lui dise ce qui se passe entre Sara et ce tueur, mais le policier ne peut rien lui dire. Claudia lui explique aussi qu'elle a choisi de devenir call-girl de luxe parce que son diplôme, un diplôme d'archéologie, n'est pas du tout dépensable dans le monde du travail, et serait de toute façon insuffisant pour qu'elle puisse vivre de manière indépendante. Claudia propose ensuite à Coliandro de passer la nuit ensemble : il refuse en se faisant passer pour un gentleman, mais refuse en fait parce que les douleurs causées par le football l'empêchent d'être sexuellement actif.
Un proxénète vient parler à Longhi et De Zan, lui disant que le vrai coupable du double meurtre est Sara, qui était follement amoureuse d'Eva et a eu un accès de jalousie lorsqu'il l'a vue avoir des relations sexuelles avec une autre personne. Sara, après avoir échappé à deux reprises au tueur qui veut la tuer, se rend chez l'un de ses clients les plus fréquents, un informaticien surnommé "le geek". Après avoir fait l'amour avec lui, Sara lui demande de voir ce qu'il y a sur cette clé USB qui cause tant de pertes de vie. Le geek constate qu'elle contient plusieurs documents confidentiels et compromettants, montrant des liens entre les services secrets privés et plusieurs grandes entreprises, dont une société de téléphonie bien connue. Le geek, bien qu'il ait déclaré à plusieurs reprises par le passé qu'il aimait Sara et qu'il voulait avoir une vraie relation avec elle, change d'attitude dès qu'il fait cette découverte : il insulte sévèrement Sara et la met à la porte en lui ordonnant de ne plus jamais la revoir.
Le tueur parvient à placer un mouchard dans la voiture de l'inspecteur Coliandro afin de pouvoir simultanément le filer et écouter ce que Claudia et lui se disent. Pendant ce temps, un mouchard est également installé dans le bureau de Longhi, grâce au travail d'un faux électricien. Longhi fait venir dans son bureau un de ses collègues procureurs de Florence, qui lui explique, ainsi qu'aux policiers, qu'il enquêtait lui aussi sur Dorrico et qu'il avait découvert que ce dernier avait réussi à se procurer plusieurs documents compromettants, mais que son enquête avait été étouffée. Longhi a également été écartée de l'enquête sur Dorrico, mais elle a demandé à De Zan d'enquêter quand même, officieusement. Il s'avère que l'homme qui a commandité les meurtres est précisément le cadre de la compagnie de téléphone mentionné dans ces documents. Claudia et Coliandro vont parler au geek. Claudia lui reproche d'avoir trompé Sara, de lui avoir déclaré son amour à plusieurs reprises et de l'avoir abandonnée dans un moment aussi difficile. Le geek insulte Claudia et veut téléphoner au commissariat pour dénoncer le comportement de Coliandro, qui est contraint de cesser de réagir et de faire un croquis. Le tueur, en écoutant tout ce que Claudia et Coliandro se disent dans la voiture, peut facilement retrouver le geek. Ce dernier se montre coopératif avec lui : il lui donne un CD où il a copié les documents de la clé USB, lui dit que Sara l'a emporté, qu'il ne sait pas où Sara a pu aller, et lui garantit qu'il ne parlera à personne de ces documents. Malgré cette coopération, le tueur tue également le geek sans aucune pitié, en lui injectant de la drogue de manière coercitive, faisant ainsi croire qu'il est mort accidentellement d'une overdose.
- Protagoniste féminin : Gloria Bellicchi (Claudia)
- Autres interprètes : Emanuela Garuccio (Sara), Ludmilla Radchenko (Eva), Giorgio Comaschi (le géomètre Zoboli, alias Ugo Piazza), Luis Molteni (Luigi Dorrico), Angelo Nicotra (le directeur de la société de communication), Roberto Citran (le tueur), Enrico Salimbeni (l'informaticien, alias "le geek") et Bob Messini (le client de Claudia).

## Épisode 3:Doppia rapina
- Réalisé par : Manetti Bros
- Écrit par : Carlo Lucarelli et Giampiero Rigosi.

### Synopsis
Un homme hurle de désespoir à l'intérieur d'une porcherie. Devant lui, des mafiosi sadiques et inhumains menacent de le dévorer s'il ne dit pas la vérité sur l'endroit où se trouve une certaine personne qu'ils appellent "le sacristain". Le chef de la mafia, surnommé "zu Peppe", n'a pas l'intention d'épargner sa vie. Bien que l'homme kidnappé lui dise le peu qu'il sait, à savoir que le "sacristain" est allé chercher la "bouée de sauvetage", le chef ordonne à un homme de main de le tuer quand même. L'homme de main se révèle particulièrement sadique et pervers, car il sourit et se réjouit d'entendre les cris déchirants de l'homme qui supplie de ne pas être jeté aux porcs. Le patron lui dit de se dépêcher car ils doivent aller chercher le "sacristain", et ce n'est qu'à ce moment-là que l'homme de main tire sur l'homme, qui devient alors le repas de leurs cochons.
Coliandro est à la banque avec Gamberini pour payer une facture. L'employée d'un des guichets est Alessia Pira, mais Coliandro ne la reconnaît pas immédiatement. Il se demande où il a déjà vu cette employée, et quand il la voit, il est ravi de la revoir et de pouvoir lui parler. L'heure de la fermeture approche, mais un monsieur très âgé à l'accent français prononcé arrive à la banque et demande à l'agent de sécurité d'entrer quand même parce qu'il a une course importante à faire. Le vieil homme est accompagné de ses deux aides, plus jeunes que lui, mari et femme. Gamberini, après avoir admiré l'attrait de l'aide blonde et mal rasée du vieil homme, décide de partir et dit au revoir à Coliandro. Le vieil homme fait la queue avec les autres clients. Juste avant lui, il y a Coliandro qui perd du temps à parler à Alessia, lui demandant pourquoi elle avait décidé de ne pas se fiancer avec lui. Le vieil homme, qui est précisément "le sacristain" que le patron veut trouver, presse Coliandro de se dépêcher parce qu'il est pressé. Lorsque son tour arrive, le sacristain demande l'accès à son coffre-fort. Alessia doit alors descendre avec lui. Coliandro devrait partir aussi, mais il a des problèmes intestinaux et demande à l'agent de sécurité s'il peut aller aux toilettes. L'homme lui répond que les toilettes sont à l'étage et Coliandro s'échappe rapidement. À ce moment-là, des nettoyeurs entrent dans la banque, mais il s'agit en fait de trois voleurs armés de mitraillettes. L'agent de sécurité ne peut rien faire et les trois braqueurs commencent à donner des ordres aux employés présents : ils les font s'asseoir tous près les uns des autres pour pouvoir les tenir, mais l'un des employés, avant de quitter son bureau, parvient à appuyer sur le bouton rouge qui sert à alerter la police. L'un des trois voleurs descend et trouve Alessia et le sacristain, qu'il ramène immédiatement avec les autres otages. La soi-disant "bouée de sauvetage" que le sacristain gardait dans le coffre-fort est un vieil album d'autocollants de footballeurs, un album qui reste sans surveillance pour le moment. Coliandro, en s'occupant de ses besoins physiologiques, laisse involontairement tomber son téléphone portable à l'extérieur de la salle de bain. L'un des voleurs arrive, ne remarque pas Coliandro mais s'empare du téléphone portable. Remarquant les antécédents de l'inspecteur Callaghan, le voleur pense que le téléphone appartient au justicier, qui ment en disant qu'il s'agit du sien.
Coliandro, se rendant compte qu'un braquage est en cours mais n'ayant plus son téléphone portable, tente de contacter le commissariat via un téléphone fixe situé dans l'un des bureaux à l'étage. Les braqueurs ont pris tout l'argent qu'ils pouvaient sur les comptoirs et commencent à demander aux otages de leur remettre leur portefeuille. Les sirènes de la police se font entendre et les trois braqueurs discutent entre eux de ce qu'ils doivent faire. Alors qu'ils discutent et décident de se rendre, les trois braqueurs sont attaqués par trois otages, à savoir le sacristain et ses deux assistants, qui se révèlent incroyablement habiles au corps à corps, mais aussi impitoyables puisqu'ils n'hésitent pas à tirer sur les braqueurs avec les mitraillettes qu'ils viennent de leur prendre. Une surprise cependant : ces mitraillettes n'étaient que des jouets. Les autres otages se réjouissent en pensant que la situation est réglée, mais le sacristain menace tout le monde avec son arme en disant que le vol continue.
Le procureur Longhi est arrivé devant la banque accompagné du nouveau questeur. Le commissaire De Zan explique qu'un policier a téléphoné au commissariat pour dire qu'il se trouvait à l'intérieur de la banque, mais que l'appel a été coupé avant qu'il ne puisse donner son nom. De Zan lui-même dit qu'il doit espérer que le policier à l'intérieur est un bon policier, un espoir également partagé par Longhi. Mais à ce moment-là, l'inspecteur Gamberini arrive à son tour et révèle qu'il était à la banque avec Coliandro quelques minutes plus tôt. De Zan, Balboni et Longhi sont profondément troublés par cette nouvelle. Le chef de la mafia arrive en voiture avec ses hommes de main sur la place devant la banque, mais une patrouille l'arrête et lui demande de faire demi-tour, car un cambriolage est en cours.
- Protagoniste féminin : Cecilia Dazzi (Alessia Pira).
- Autres interprètes : Philippe Leroy (le comptable "sacristain"), Marit Nissen (aide du "sacristain"), Lorenzo Renzi (aide du "sacristain"), Donato Placido (chef de la mafia "zu Peppe"), G-Max (agent de sécurité de la banque), Tony Palazzo (un des mafieux), Lamberto Bava (questeur), Francesco Manfredi (voleur amateur), Federico Mutti, Carmen Giardina, Pierre Tetek (voleur amateur), Giorgia Sinicorni (journaliste).
- Invités : Luca Carboni (mécanicien), Giovanni Gulino (mafieux) et Carmelo Pipitone.

## Épisode 4:Mai rubare a casa dei ladri
- Réalisé par : Manetti Bros
- Écrit par[4] : Giampiero Rigosi et Herbert Simone Paragnani

### Synopsis

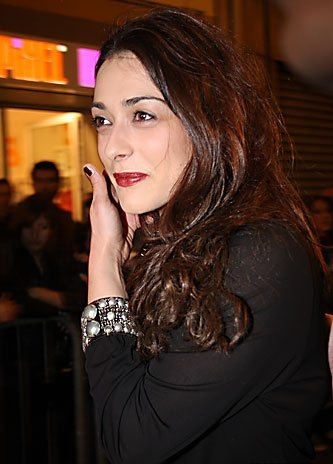
Valentina Lodovini (Francesca)

Des hommes portant des chapeaux et des cagoules arrivent en voiture devant le camp de Roms de Bologne. Ils commencent à tirer sauvagement avec des fusils de sniper, ne tuant personne mais endommageant fortement les caravanes et les objets qui s'y trouvent. Ils laissent ensuite une inscription menaçante à l'aide d'une bombe de peinture verte et s'en vont. Le lendemain, Coliandro se réveille plus tôt que d'habitude parce qu'il entend des bruits dans la maison. Il prend son arme pour s'occuper de ces rôdeurs, et se rend compte que l'un d'entre eux s'est échappé par la fenêtre. Il entend ensuite d'autres bruits provenant de la salle de bains et y trouve une petite gitane sans défense qui se cache. Coliandro se souvient d'elle, car il l'avait déjà arrêtée une fois lorsqu'elle lui avait volé son portefeuille dans le bus. Coliandro adopte d'abord une attitude bourrue et sévère à l'égard de l'enfant qui s'introduit dans la maison, puis il se laisse attendrir (comme la fois précédente) et décide de ne pas dénoncer cette intrusion. Il lui donne le porte-clés qu'elle voulait et la ramène chez elle, c'est-à-dire dans le camp de Roms.
Dès qu'il arrive en voiture, Coliandro est surpris de voir qu'il y a plusieurs policiers, dont l'inspecteur Gamberini. L'un des gitans, ayant immédiatement compris que Coliandro est un policier (même s'il ne porte pas d'uniforme), se tourne immédiatement vers lui pour lui expliquer ce qui s'est passé. Des inconnus ont tiré sauvagement sur eux, semant la terreur et la désolation. Coliandro remarque qu'une des caravanes criblées de balles a une peinture étrangement fraîche, au point de lui salir les mains. Coliandro demande au gitan pourquoi il y a cette peinture fraîche, mais il n'obtient pas de réponse et ne se méfie pas de cette bizarrerie (de toute évidence, les gitans ont voulu effacer les inscriptions menaçantes parce qu'ils ne veulent pas coopérer avec la police). Coliandro demande alors s'ils ont pris la plaque d'immatriculation, et obtenant une nouvelle réponse négative, il se plaint que les gitans ne peuvent lui fournir aucun élément utile à l'enquête. C'est alors qu'un autre gitan s'en prend à lui dans une langue incompréhensible. Francesca, une coopératrice, intervient et explique à Coliandro qu'il est difficile pour les gitans, comme pour tout le monde, de relever le numéro de la plaque d'une voiture alors qu'ils vous tirent dessus en vous menaçant d'une arme. Il s'ensuit un dialogue serré dans lequel Coliandro suppose déjà que les auteurs de la fusillade sont d'autres gitans, Francesca objecte que les gitans ne se querellent pas entre eux, et Coliandro contre-argumente en explicitant ses préjugés sur le mode de vie des Roms et des Sinti. L'inspecteur parvient alors à passer pour un xénophobe alors que, peu de temps auparavant, il avait montré son bon cœur à la petite Paula, la fillette qui était entrée illégalement dans sa maison et qui retrouve maintenant son amie et complice, qui avait réussi à s'échapper par la fenêtre de la maison de Coliandro.
La querelle entre Coliandro et Francesca est interrompue par l'inspecteur Gamberini, qui salue affectueusement Francesca, qui lui rend la pareille et l'appelle aussi par le surnom de "Gambero". Les deux hommes se sont rencontrés à l'université, que Gamberini a fréquentée tardivement, alors qu'il travaillait déjà pour la police. Francesca se réjouit de la présence de quelqu'un comme Gamberini dans la police parce qu'il "élève la moyenne", faisant allusion à la xénophobie apparente et à la mentalité rétrograde de Coliandro. Peu après, Gamberini explique à Coliandro que cette fusillade n'était pas nécessaire, car l'escouade mobile est déjà occupée par une affaire de vol de bijoux survenue une semaine plus tôt, un vol qui s'est malheureusement terminé de manière tragique, avec deux morts. Coliandro propose alors de rejoindre la brigade mobile, mais le commissaire De Zan arrive, le refroidit et lui ordonne de retourner immédiatement à la mission qui lui a été confiée, à savoir le bureau des personnes disparues.
Après le départ des enquêteurs, il devient évident que certains gitans en savent plus qu'ils ne le disent. En effet, l'un d'eux parle à un autre jeune homme et lui dit que la prochaine fois, ces gens ne se contenteront pas de faire des dégâts matériels, mais qu'ils tueront. Le jeune homme comprend alors qu'il faut rendre à ces gens ce qu'ils ont pris. En effet, les deux filles qui étaient entrées dans la maison de Coliandro étaient allées auparavant voler, avec le jeune homme, dans la maison d'un des hommes qui sont venus ensuite tirer. Ce dernier, qui s'appelle Verbena, en est furieux et les a abattues pour leur faire comprendre qu'elles devaient rendre les bijoux. Lorsque Verbena parle à ses complices, il devient clair que ce sont eux qui ont commis le vol à la bijouterie, et le complice le moins impitoyable que les autres est inquiet car il ne veut pas risquer d'être inculpé pour le meurtre du bijoutier, qu'il n'a pas commis. Les bijoux, que Verbena était censée avoir placés illicitement, ont ensuite été volés par le jeune gitan et les deux filles, qui n'avaient aucune conscience de la gravité de ce qu'ils faisaient, à savoir voler dans la maison d'un délinquant.
Le rendez-vous est fixé : le jeune gitan est dans la voiture et les deux filles sont assises sur la banquette arrière. Le jeune homme leur conseille de ne surtout pas toucher au contenu du sac de bijoux, vu les ennuis qu'il a causés. Paula désobéit et vole une bague, comptant sur le silence de l'autre petite fille. Dès qu'elles arrivent au lieu de rendez-vous, la jeune gitane rend à Verbena le sac contenant les bijoux. Il adopte une attitude de soumission face à des criminels bien plus puissants et dangereux que lui, et promet à Verbena de ne parler à personne de ce qui s'est passé. Malgré le fait qu'il est bien connu que les gitans ne parlent pas de leurs affaires à la police ou à quiconque, Verbena ne leur fait pas confiance : la rencontre est en fait un piège, et ses complices commencent à tirer. Les deux filles s'enfuient dans des directions opposées, le jeune gitan tente de riposter, mais il est en infériorité numérique et est immédiatement abattu. Paula parvient à échapper à l'un des criminels qui la poursuivait. L'autre fille, elle, est rattrapée et ramenée devant le jeune homme blessé. Les criminels constatent la disparition d'une bague et leur chef Verbena demande où elle se trouve. La jeune fille est obligée d'espionner et de révéler que l'anneau a été pris par la fugitive Paula, s'imaginant qu'avec cette information, elle peut sauver sa vie. Verbena, en revanche, est sans pitié : il tue le jeune homme déjà blessé, puis la pauvre fille, d'un coup sec sur le front. Son complice, qui s'était déjà plaint du meurtre du bijoutier, pousse cette fois un cri d'horreur et d'indignation devant cette effusion de sang inutile et cet horrible infanticide.
Coliandro a loué un film d'horreur, The Woods Outside, et le regarde dans sa maison. À un moment donné, il remarque une silhouette inquiétante qui l'observe. C'est la petite Paula : dans un premier temps, Coliandro élève la voix, puis se rend compte que la gitane est contrariée par quelque chose. Il lui demande de lui raconter ce qui s'est passé, mais elle ne veut pas le faire. Il lui dit qu'il est prêt à la ramener au camp rom, mais elle lui demande de l'héberger dans sa maison. Coliandro, se souvenant que Francesca travaille pour une association qui aide les malheureux et sachant que Francesca sait comment interagir avec les gitans, décide de lui téléphoner et lui demande de venir chez lui. En attendant, Coliandro et Paula continuent de regarder Les bois du dehors en DVD, bien qu'il s'agisse clairement d'un film d'horreur, un film qui ne devrait donc pas être vu par des enfants. Dès que Francesca arrive, sa première réaction est d'éteindre la télévision, accusant Coliandro d'être irresponsable de laisser un enfant regarder un tel film. Coliandro réagit avec irritation et manque de tact à l'égard de la jeune femme et de l'enfant, tendant à s'imposer avec autorité et exigeant que Paula parle immédiatement et raconte tout ce qui lui est arrivé. Voyant le comportement de Coliandro, la jeune fille demande à Francesca de partir.
Francesca l'emmène chez elle, qui n'est pas vraiment sa maison, puisqu'elle vit dans une maison louée avec trois étudiants universitaires, qui n'approuvent pas la décision de Paula de les héberger. Ces derniers disent que ce sont des "méchants" qui ont tué la jeune gitane et l'autre fille, et qu'ils veulent la tuer elle aussi et récupérer l'anneau. Francesca demande au directeur de son association de se charger de rendre l'anneau aux carabiniers, afin que les "méchants" ne puissent pas savoir où se trouve la jeune fille. Le directeur, ignorant la gravité de la situation, téléphone au numéro spécifique du poste de carabiniers auquel l'association s'adresse toujours en cas de problème. Le directeur explique qu'il a trouvé une telle bague, et que comme il s'agit bien d'un objet volé, il veut la soumettre au contrôle de la police. Or, le maréchal des carabiniers au bout du fil est Verbena lui-même, l'impitoyable assassin. Verbena envoie immédiatement ses deux complices faire une descente dans l'association, et ils trouvent le directeur en train de parler à un citoyen extracommunautaire. Ils récupèrent la bague et apprennent dans quel établissement la jeune fille a été emmenée. Après avoir obtenu la bague et les informations qu'ils recherchaient, les deux voyous tuent de sang-froid le directeur et le citoyen extracommunautaire qui lui parlait. Ils saccagent ensuite la pièce pour simuler un cambriolage.
Paula ne veut pas rester dans le foyer et demande à Francesca si elle peut encore l'héberger. Francesca et Paula se rendent au siège de l'association, où elles trouvent une foule de badauds et des carabiniers qui ne laissent passer personne. Francesca apprend que le directeur a été tué et se désespère de la perte de son amie. Mais elle n'a même pas le temps de se lamenter, car la petite Paula a reconnu Verbena qui se trouvait là en tant qu'enquêtrice, et Verbena regarde la petite fille avec un regard de criminelle, bien qu'elle ne puisse rien faire parce qu'elle était en uniforme et en présence de tant de gens. Paula est terrifiée par le regard de Verbena et Francesca se rend compte que l'homme a reconnu la petite fille. Les deux s'enfuient et Francesca demande de l'aide à Coliandro.
Coliandro, Francesca et Paula se rendent dans un parc pour clarifier la situation. Coliandro demande à Paula de tout raconter depuis le début, mais elle ne donne aucune information utile. L'inspecteur décide alors d'emmener Paula au commissariat, mais elle s'échappe sans qu'il s'en aperçoive. Les deux hommes doivent alors récupérer Paula avant que Verbena et ses sbires ne la trouvent. Coliandro veut se tourner vers quelqu'un qui peut l'aider, peut-être un carabinier, et c'est le brigadier Gambardella, dit Bove, qui lui vient à l'esprit. Il pense à lui, car le matin de la veille, il l'avait arrêté, sans se rendre compte qu'il menait une opération d'infiltration contre les trafiquants de drogue. D'ailleurs, le brigadier Bove avait déjà été arrêté des années auparavant par Coliandro pour la même raison. Cela dit, il se rend chez Gambardella, qui est toujours en train de mener une opération d'infiltration. Coliandro, sans éveiller les soupçons, chasse le trafiquant de drogue qui se trouvait avec Gambardella et veut parler à ce dernier. Avec lui, ils se rendent à l'endroit où a eu lieu la fusillade impliquant Verbena et le gitan qui était avec Paula et l'autre fille. Pendant que Coliandro et Francesca cherchent des preuves, Gambardella appelle un de ses collègues pour savoir s'il sait quelque chose sur Paula et/ou d'autres cambrioleurs. Coliandro ramène Gambardella chez lui, ainsi que Francesca.
Pendant la nuit, les deux hommes de main de Verbena tuent un commerçant. Le "bon" complice de Verbena est tué par son "supérieur" de trois coups de feu. L'un des deux complices met dans sa main le fusil avec lequel il a abattu le commerçant et s'enfuit avec l'autre homme de main. Verbena appelle alors le 112 et est félicitée pour l'opération.
Le lendemain, alors que Francesca est au travail, elle reçoit un appel de ses colocataires. Elles lui annoncent que deux hommes (les hommes de main de Verbena) se sont introduits dans la maison à sa recherche et à celle de Paula. Coliandro se rend à nouveau au campement des nomades, cette fois avec Francesca, pour obtenir plus d'informations. Pendant ce temps, ils sont suivis par les deux hommes de main de Verbena, qui sont repérés par deux gitans. Ceux-ci, avec la voiture de Coliandro, perdent les criminels et retrouvent Paula. Avec cette dernière, Coliandro et Francesca se rendent à la maison de Gargiulo, en attendant l'arrivée du brigadier Gambardella, qui a réussi à obtenir plus d'informations sur Verbena. Gambardella raconte toute l'histoire du travail de Verbena. Quelques années auparavant, Verbena a travaillé dans un certain "Nucleo Operativo" des carabiniers dans une région du sud de l'Italie (beaucoup pensent que cette région est la Calabre, étant donné l'accent de Verbena et de ses complices, qui travaillaient également dans le Nucleo Operativo), et a obtenu quelques citations. Verbena était un homme destiné à faire carrière, mais le problème est que Verbena s'est avéré être une "pomme pourrie" à plusieurs reprises. Quelqu'un commença à le soupçonner lorsque des carabiniers remarquèrent que les drogues arrivant au poste de commandement étaient toujours un peu moins importantes que celles qui étaient saisies. Une enquête est menée, mais Verbena est innocenté. La faute en revient à l'un de ses collègues qui, semble-t-il, s'est suicidé (il s'agit vraisemblablement d'un coup monté par Verbena pour faire croire à un suicide). Après cette tragédie, Verbena a commencé à travailler à Bologne. Il fallait donc trouver un moyen de le piéger. Gambardella décide donc de placer un mouchard dans les vêtements de Verbena pour enregistrer ce qu'il dit, tout en essayant de le convaincre qu'il veut rejoindre son gang. C'est ce qu'ils font. On fait monter Gambardella dans la voiture avec Verbena et ses hommes de main, mais Verbena prend le temps d'aller acheter un paquet de cigarettes, car il n'en reste qu'un. Verbena met la main à la poche et s'aperçoit qu'elle n'a plus son portefeuille, que Paula lui a pris pendant qu'elle l'embêtait. À sa place, elle trouve l'insecte. Il jette l'insecte dans une poubelle et remonte dans la voiture. Verbena envoie un de ses hommes de main à la recherche du complice de Gambardella qui possédait le microbe, tout en tenant Gambardella en joue. Le complice trouve Coliandro, Francesca et Paula dans la voiture de l'inspecteur avec un magnétophone relié au mouchard. L'homme de main ordonne de suivre la voiture jusqu'à l'endroit où se trouve Verbena. Paula jette le portefeuille de Verbena par la fenêtre. Cela distrait Coliandro, qui frappe la voiture de Verbena. Cette dernière sort immédiatement de la voiture et tente de s'enfuir. Il est poursuivi par Coliandro, qui avait pris l'arme de son complice, et par Gambardella, qui avait pris l'arme de Verbena. Coliandro et Bove parviennent à arrêter le voyou.
- Protagoniste féminin : Valentina Lodovini (Francesca).
- Autres interprètes : Gigio Alberti (maréchal Verbena), Davide Devenuto (brigadier Gambardella, "Bove"), Marilyn Roman Hadzovich (Paula), Nadir Mura, Jacopo Bonvicini, Andrea Santonastaso, Salvatore Inserra et Dario Oppido (homme de main).